# Cerdedo-Cotobade
Cerdedo-Cotobade – gmina w Hiszpanii, w prowincji Pontevedra, w Galicji, o powierzchni 214,5 km². W 2017 roku gmina liczyła 6107 mieszkańców.
Gmina została utworzona 22 września 2016 roku z połączenia dwóch ówczesnych gmin: Cerdedo oraz Cotobade.